# نوک‌بزرگ شامگاهی
نوک‌بزرگ شامگاهی (نام علمی: Hesperiphona vespertina) یک پرنده گنجشک‌سان در خانوادۀ سهرگان (Fringillidae) است که در آمریکای شمالی یافت می‌شود..
زیستگاه زادآوری آن جنگل‌های مخروطی و مختلط در سراسر کانادا و مناطق کوهستانی غرب ایالات متحده و مکزیک است. این یک گونۀ سرگردان و بسیار نادر به جزایر بریتانیا است که تاکنون تنها دو رکورد داشته است. آشیانه روی یک شاخه افقی یا در یک شاخه درخت ساخته می‌شود.